# Milton (hrabstwo Ulster)
Milton – jednostka osadnicza w Stanach Zjednoczonych, w stanie Nowy Jork, w hrabstwie Ulster.